# Worms 3D
Worms 3D är ett turbaserat datorspel utvecklat av Team17.
Spelet går ut på att med en armé av maskar döda motståndarens lag med diverse vapen, till exempel "banana bombs", flygande får och bazookas. Kartorna man spelar på är förstörbara i minsta detalj, fastän det är 3D, vilket möjliggör stor variation i spelsätt.
Spelet har single player, multiplayer och online läge (i PC-versionen).